# 6e législature du Canada

La distribution initial des sièges lors de la 6e législature du Canada

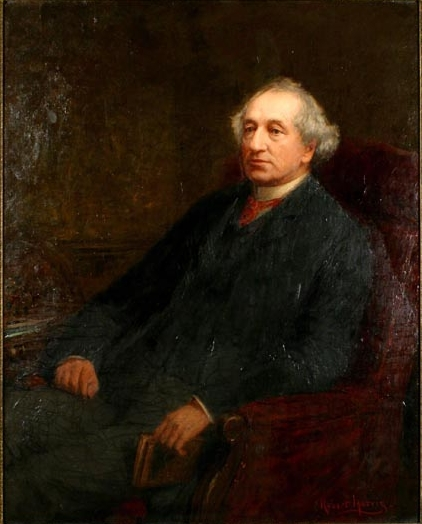
1890 painting of Sir John A. Macdonald, premier ministre durant la 6e législature, par Robert Harris.

La 6e législature du Canada fut en session du 13 avril 1887 au 3 février 1891. Cette législature fut désignée par les élections de 1887 le 22 février 1887 et fut modifiée à la suite des démissions et des élections partielles qui suivirent jusqu'au élections de 1891.
Cette législature fut contrôlée par une majorité parlementaire de députés du Parti conservateur et du Parti libéral-conservateur dirigés par le premier ministre sortant John A. Macdonald. L'Oppisistion officielle fut détenue par le Parti libéral, d'abord sous le contrôle du chef Edward Blake et ensuite par Wilfrid Laurier.
Le Président de la Chambre des communes fut Joseph-Aldéric Ouimet.  
Voici les 4 sessions parlementaires de la 6e législature:
| Session | Début           | Fin          |
| ------- | --------------- | ------------ |
| 1re     | 13 avril 1887   | 23 juin 1887 |
| 2e      | 23 février 1888 | 22 mai 1888  |
| 3e      | 31 janvier 1889 | 2 mai 1889   |
| 4e      | 16 janvier 1890 | 16 mai 1890  |

## Liste des députés
Voici la liste des députés de la 6e législature par province.
Les circonscriptions électorales notées par un astérisque (*) sont représentées par deux députés.

### Colombie-Britannique
| Circonscription | Circonscription | Nom                                                 | Parti                |
| --------------- | --------------- | --------------------------------------------------- | -------------------- |
| Cariboo         |                 | James Reid (nommé au Sénat)                         | Libéral-conservateur |
| Cariboo         |                 | Frank Stillman Barnard (élection partielle en 1888) | Conservateur         |
| New Westminster |                 | Donald Chisholm (décédé le 5 avril 1890)            | Conservateur         |
| New Westminster |                 | Gordon Edward Corbould (élection partielle en 1890) | Conservateur         |
| Vancouver       |                 | David William Gordon                                | Libéral-conservateur |
| Victoria*       |                 | Edgar Crow Baker (démissionne le 2 mai 1889)        | Conservateur         |
| Victoria*       |                 | Noah Shakespeare (démissionne en juin 1887)         | Conservateur         |
| Victoria*       |                 | Edward Gawler Prior (élection partielle en 1888)    | Conservateur         |
| Victoria*       |                 | Thomas Earle (élection partielle en 1889)           | Conservateur         |
| Yale            |                 | John Andrew Mara                                    | Conservateur         |

### Île-du-Prince-Édouard
| Circonscription    | Circonscription | Nom                      | Parti               |
| ------------------ | --------------- | ------------------------ | ------------------- |
| King (Comté de)*   |                 | James Edwin Robertson    | Libéral             |
| King (Comté de)*   |                 | Peter Adolphus McIntyre  | Libéral             |
| Prince (Comté de)* |                 | Stanislaus Francis Perry | Libéral             |
| Prince (Comté de)* |                 | James Yeo                | Libéral             |
| Queen (Comté de)*  |                 | Louis Henry Davies       | Libéral             |
| Queen (Comté de)*  |                 | William Welsh            | Libéral indépendant |

### Manitoba
| Circonscription | Circonscription | Nom                                                                      | Parti                |
| --------------- | --------------- | ------------------------------------------------------------------------ | -------------------- |
| Lisgar          |                 | Arthur Wellington Ross                                                   | Libéral-conservateur |
| Marquette       |                 | Robert Watson                                                            | Libéral              |
| Provencher      |                 | Joseph Royal (nommé Lieutenant-gouverneur des Territoires-du-Nord-Ouest) | Conservateur         |
| Provencher      |                 | Alphonse Alfred Clément Larivière (élection partielle en 1889)           | Conservateur         |
| Selkirk         |                 | Thomas Mayne Daly                                                        | Libéral              |
| Winnipeg        |                 | William Bain Scarth                                                      | Conservateur         |

### Nouveau-Brunswick
| Circonscription              | Circonscription | Nom                                                      | Parti                |
| ---------------------------- | --------------- | -------------------------------------------------------- | -------------------- |
| Albert                       |                 | Richard Chapman Weldon                                   | Conservateur         |
| Carleton                     |                 | Frederick Harding Hale                                   | Libéral-conservateur |
| Charlotte                    |                 | Arthur Hill Gillmor                                      | Libéral              |
| Cité de Saint-Jean           |                 | John Valentine Ellis                                     | Libéral              |
| Cité et comté de Saint-Jean* |                 | Charles Nelson Skinner                                   | Libéral              |
| Cité et comté de Saint-Jean* |                 | Charles Wesley Weldon                                    | Libéral              |
| Gloucester                   |                 | Kennedy Francis Burns                                    | Conservateur         |
| Kent                         |                 | Pierre-Amand Landry                                      | Conservateur         |
| Kent                         |                 | Édouard-H. Léger (élection partielle en 1890)            | Conservateur         |
| King's                       |                 | George Eulas Foster                                      | Conservateur         |
| Northumberland               |                 | Peter Mitchell                                           | Libéral indépendant  |
| Queen's                      |                 | George Frederick Baird (démissionne le 24 novembre 1887) | Conservateur         |
| Queen's                      |                 | George Frederick Baird (élection partielle en 1888)      | Conservateur         |
| Restigouche                  |                 | Robert Moffat (décédé le 25 avril 1887)                  | Conservateur         |
| Restigouche                  |                 | George Moffat (élection partielle en 1887)               | Conservateur         |
| Sunbury                      |                 | Robert Duncan Wilmot                                     | Conservateur         |
| Victoria                     |                 | John Costigan                                            | Libéral-conservateur |
| Westmorland                  |                 | Josiah Wood                                              | Conservateur         |
| York                         |                 | Thomas Temple                                            | Conservateur         |

### Nouvelle-Écosse
| Circonscription | Circonscription | Nom | Parti                |
| --------------- | --------------- | --- | -------------------- |
| Annapolis       |                 | John Burpee Mills                                                                                               | Conservateur         |
| Antigonish      |                 | John Sparrow David Thompson                                                                                     | Libéral-conservateur |
| Cap Breton*     |                 | David MacKeen                                                                                                   | Conservateur         |
| Cap Breton*     |                 | Hector Francis McDougall                                                                                        | Libéral-conservateur |
| Colchester      |                 | Archibald McLelan (déclaré inapte à siéger)                                                                     | Conservateur         |
| Colchester      |                 | Archibald McLelan (élection partielle en 1887, après nomination comme Lieutenant-gouverneur de Nouvelle-Écosse) | Conservateur         |
| Colchester      |                 | Adams George Archibald (élection partielle 1888)                                                                | Libéral-conservateur |
| Cumberland      |                 | Charles Tupper (élection annulée)                                                                               | Conservateur         |
| Cumberland      |                 | Charles Tupper (élection partielle en 1887, au 23 mai 1888)                                                     | Conservateur         |
| Cumberland      |                 | Arthur Rupert Dickey (élection partielle en 1888, élection annulée)                                             | Conservateur         |
| Cumberland      |                 | Arthur Rupert Dickey (élection partielle en 1888)                                                               | Conservateur         |
| Digby           |                 | John Campbell (décédé le 26 mai 1887)                                                                           | Conservateur         |
| Digby           |                 | Herbert Ladd Jones (élection partielle en 1887)                                                                 | Conservateur         |
| Guysborough     |                 | John Angus Kirk                                                                                                 | Libéral              |
| Halifax*        |                 | Alfred Gilpin Jones                                                                                             | Libéral              |
| Halifax*        |                 | Thomas Edward Kenny                                                                                             | Conservateur         |
| Hants           |                 | Alfred Putnam                                                                                                   | Conservateur         |
| Inverness       |                 | Hugh Cameron | Conservateur         |
| Kings           |                 | Frederick William Borden                                                                                        | Libéral              |
| Lunenburg       |                 | James Daniel Eisenhauer                                                                                         | Libéral              |
| Pictou*         |                 | Charles Hibbert Tupper                                                                                          | Conservateur         |
| Pictou*         |                 | John McDougald                                                                                                  | Libéral-conservateur |
| Pictou*         |                 | Charles Hibbert Tupper (élection partielle en 1888)                                                             | Conservateur         |
| Queens          |                 | Joshua Newton Freeman                                                                                           | Libéral-conservateur |
| Richmond        |                 | Edmund Power Flynn                                                                                              | Libéral              |
| Shelburne       |                 | Thomas Robertson (élection annulée 9 novembre 1887)                                                             | Libéral              |
| Shelburne       |                 | John Wimburne Laurie (élection partielle en 1887, élection annulée)                                             | Conservateur         |
| Shelburne       |                 | John Wimburne Laurie (élection annulée en 1888)                                                                 | Conservateur         |
| Victoria        |                 | John Archibald McDonald (élection annulée)                                                                      | Conservateur         |
| Victoria        |                 | John Archibald McDonald (élection partielle en 1887)                                                            | Libéral              |
| Yarmouth        |                 | John Lovitt (élection annulée le 13 août 1887)                                                                  | Libéral              |
| Yarmouth        |                 | John Lovitt (élection partielle en 1887)                                                                        | Libéral              |

### Ontario
| Circonscription              | Circonscription | Nom                                                                           | Parti                    |
| ---------------------------- | --------------- | ----------------------------------------------------------------------------- | ------------------------ |
| Addington                    |                 | John William Bell                                                             | Conservateur             |
| Algoma                       |                 | Simon James Dawson                                                            | Conservateur             |
| Bothwell                     |                 | David Mills                                                                   | Libéral                  |
| Brant-Nord                   |                 | James Somerville                                                              | Libéral                  |
| Brant-Sud                    |                 | William Paterson                                                              | Libéral                  |
| Brockville                   |                 | John Fisher Wood                                                              | Libéral-conservateur     |
| Bruce-Est                    |                 | Henry Cargill (démission)                                                     | Conservateur             |
| Bruce-Est                    |                 | Henry Cargill (élection partielle en 1887)                                    | Conservateur             |
| Bruce-Nord                   |                 | Alexander McNeill                                                             | Libéral-conservateur     |
| Bruce-Ouest                  |                 | Edward Blake (démission)                                                      | Libéral                  |
| Bruce-Ouest                  |                 | James Rowand (élection partielle en 1887)                                     | Libéral                  |
| Cardwell                     |                 | Thomas White (décédé le 21 avril 1888)                                        | Conservateur             |
| Cardwell                     |                 | Robert Smeaton White (élection partielle en 1888)                             | Conservateur             |
| Carleton                     |                 | John A. Macdonald (démission)                                                 | Libéral-conservateur     |
| Carleton                     |                 | George Lemuel Dickinson (élection partielle en 1888)                          | Conservateur             |
| Cornwall et Stormont         |                 | Darby Bergin                                                                  | Libéral-conservateur     |
| Dundas                       |                 | Charles Erastus Hickey                                                        | Conservateur             |
| Durham-Est                   |                 | Henry Alfred Ward                                                             | Conservateur             |
| Durham-Ouest                 |                 | Edward Blake                                                                  | Libéral                  |
| Elgin-Est                    |                 | John Henry Wilson                                                             | Libéral                  |
| Elgin-Ouest                  |                 | George Elliott Casey                                                          | Libéral                  |
| Essex-Nord                   |                 | James Colebrooke Patterson                                                    | Conservateur             |
| Essex-Sud                    |                 | James Brien                                                                   | Libéral                  |
| Frontenac                    |                 | George Airey Kirkpatrick                                                      | Conservateur             |
| Glengarry                    |                 | Patrick Purcell                                                               | Libéral                  |
| Grenville-Sud                |                 | Walter Shanly                                                                 | Conservateur             |
| Grey-Est                     |                 | Thomas Simpson Sproule                                                        | Conservateur             |
| Grey-Nord                    |                 | James Masson                                                                  | Conservateur             |
| Grey-Sud                     |                 | George Landerkin                                                              | Libéral                  |
| Haldimand                    |                 | Walter Humphries Montague                                                     | Conservateur             |
| Haldimand                    |                 | Walter Humphries Montague (élection partielle en 1887)                        | Conservateur             |
| Haldimand                    |                 | Charles Wesley Colter (élection partielle en 1889)                            | Libéral                  |
| Haldimand                    |                 | Walter Humphries Montague (élection partielle en 1890)                        | Conservateur             |
| Halton                       |                 | John Waldie (au 19 janvier 1888)                                              | Libéral                  |
| Halton                       |                 | David Henderson (élection partielle en 1888, inapte à siéger pour corruption) | Conservateur             |
| Halton                       |                 | John Waldie (élection partielle en 1888)                                      | Libéral                  |
| Hamilton*                    |                 | Adam Brown                                                                    | Conservateur             |
| Hamilton*                    |                 | Alexander McKay                                                               | Conservateur             |
| Hastings-Est                 |                 | Samuel Barton Burdett                                                         | Libéral                  |
| Hastings-Nord                |                 | Mackenzie Bowell                                                              | Conservateur             |
| Hastings-Ouest               |                 | Alexander Robertson (décédé le 29 février 1888)                               | Conservateur             |
| Hastings-Ouest               |                 | Henry Corby (élection partielle en 1888)                                      | Conservateur             |
| Huron-Est                    |                 | Peter Macdonald                                                               | Libéral                  |
| Huron-Sud                    |                 | John McMillan                                                                 | Libéral                  |
| Huron-Ouest                  |                 | Robert Porter                                                                 | Libéral-conservateur     |
| Kent                         |                 | Archibald Campbell (inapte à siéger 17 novembre 1887)                         | Libéral                  |
| Kent                         |                 | Archibald Campbell (élection partielle en 1888)                               | Libéral                  |
| Kingston                     |                 | John A. Macdonald                                                             | Libéral-conservateur     |
| Lambton-Est                  |                 | George Moncrieff                                                              | Conservateur             |
| Lambton-Ouest                |                 | James Frederick Lister                                                        | Libéral                  |
| Lanark-Nord                  |                 | Joseph Jamieson                                                               | Conservateur             |
| Lanark-Sud                   |                 | John Graham Haggart (au 3 août 1888)                                          | Conservateur             |
| Lanark-Sud                   |                 | John Graham Haggart (élection partielle en 1888)                              | Conservateur             |
| Leeds-Nord et Grenville-Nord |                 | Charles Frederick Ferguson                                                    | Libéral-conservateur     |
| Leeds-Sud                    |                 | George Taylor                                                                 | Conservateur             |
| Lennox                       |                 | Uriah Wilson                                                                  | Conservateur             |
| Lincoln et Niagara           |                 | John Charles Rykert (démissionne le 2 mai 1890)                               | Conservateur             |
| Lincoln et Niagara           |                 | John Charles Rykert (élection partielle en 1890)                              | Conservateur             |
| London                       |                 | John Carling                                                                  | Libéral-conservateur     |
| Middlesex-Est                |                 | Joseph Henry Marshall                                                         | Conservateur             |
| Middlesex-Nord               |                 | Timothy Coughlin                                                              | Libéral-conservateur     |
| Middlesex-Sud                |                 | James Armstrong                                                               | Libéral                  |
| Middlesex-Ouest              |                 | William Frederick Roome (until unseated by petition)                          | Conservateur             |
| Middlesex-Ouest              |                 | William Frederick Roome (élection partielle en 1888)                          | Conservateur             |
| Monck                        |                 | Arthur Boyle                                                                  | Conservateur             |
| Muskoka et Parry Sound       |                 | William Edward O'Brien                                                        | Conservateur             |
| Norfolk-Nord                 |                 | John Charlton                                                                 | Libéral                  |
| Norfolk-Sud                  |                 | David Tisdale                                                                 | Conservateur             |
| Northumberland-Est           |                 | Albert Elhanon Mallory (déclaré inapte à siéger)                              | Libéral                  |
| Northumberland-Est           |                 | Edward Cochrane (élection partielle en 1887, élection annulée)                | Conservateur             |
| Northumberland-Est           |                 | Edward Cochrane (élection partielle en 1888)                                  | Conservateur             |
| Northumberland-Ouest         |                 | George Guillet                                                                | Conservateur             |
| Ontario-Nord                 |                 | Frank Madill                                                                  | Conservateur             |
| Ontario-Sud                  |                 | William Smith                                                                 | Conservateur             |
| Ontario-Ouest                |                 | James David Edgar                                                             | Libéral                  |
| Ottawa*                      |                 | William Goodhue Perley                                                        | Conservateur             |
| Ottawa*                      |                 | Honoré Robillard                                                              | Libéral-conservateur     |
| Ottawa*                      |                 | Charles Herbert Mackintosh (élection partielle en 1890)                       | Conservateur             |
| Oxford-Nord                  |                 | James Sutherland                                                              | Libéral                  |
| Oxford-Sud                   |                 | Richard John Cartwright                                                       | Libéral                  |
| Peel                         |                 | William Armstrong McCulla                                                     | Conservateur             |
| Perth-Nord                   |                 | Samuel Rollin Hesson                                                          | Conservateur             |
| Perth-Sud                    |                 | James Trow                                                                    | Libéral                  |
| Peterborough-Est             |                 | John Lang                                                                     | Libéral indépendant      |
| Peterborough-Ouest           |                 | James Stevenson                                                               | Conservateur             |
| Prescott                     |                 | Simon Labrosse                                                                | Libéral                  |
| Prince Edward                |                 | John Milton Platt (élection annulée)                                          | Libéral                  |
| Prince Edward                |                 | John Milton Platt (élection partielle en 1888)                                | Libéral                  |
| Renfrew-Nord                 |                 | Peter White                                                                   | Conservateur             |
| Renfrew-Sud                  |                 | Robert Campbell (décédé)                                                      | Libéral                  |
| Renfrew-Sud                  |                 | John Ferguson (élection partielle en 1887)                                    | Conservateur indépendant |
| Russell                      |                 | William Cameron Edwards (unseated for bribery)                                | Libéral                  |
| Russell                      |                 | William Cameron Edwards (élection partielle en 1888)                          | Libéral                  |
| Simcoe-Est                   |                 | Herman Henry Cook                                                             | Libéral                  |
| Simcoe-Nord                  |                 | Dalton McCarthy                                                               | Conservateur             |
| Simcoe-Sud                   |                 | Richard Tyrwhitt                                                              | Conservateur             |
| Toronto-Centre               |                 | George Ralph Richardson Cockburn                                              | Conservateur             |
| Toronto-Est                  |                 | John Small                                                                    | Conservateur             |
| Toronto-Ouest                |                 | Frederick Charles Denison                                                     | Conservateur             |
| Victoria-Nord                |                 | John Augustus Barron                                                          | Libéral                  |
| Victoria-Sud                 |                 | Adam Hudspeth (démission)                                                     | Conservateur             |
| Victoria-Sud                 |                 | Adam Hudspeth (élection partielle en 1887, décédé en poste)                   | Conservateur             |
| Victoria-Sud                 |                 | Charles Fairbairn (élection partielle en 1887)                                | Libéral-conservateur     |
| Waterloo-Nord                |                 | Isaac Erb Bowman                                                              | Libéral                  |
| Waterloo-Sud                 |                 | James Livingston                                                              | Libéral                  |
| Welland                      |                 | John Ferguson                                                                 | Conservateur             |
| Wellington-Centre            |                 | Andrew Semple                                                                 | Libéral                  |
| Wellington-Nord              |                 | James McMullen                                                                | Libéral                  |
| Wellington-Sud               |                 | James Innes                                                                   | Libéral                  |
| Wentorth-Nord                |                 | Thomas Bain                                                                   | Libéral                  |
| Wentworth-Sud                |                 | Franklin Metcalfe Carpenter                                                   | Conservateur             |
| York-Est                     |                 | Alexander Mackenzie                                                           | Libéral                  |
| York-Nord                    |                 | William Mulock                                                                | Libéral                  |
| York-Ouest                   |                 | Nathaniel Clarke Wallace                                                      | Conservateur             |

### Québec
| Circonscription       | Circonscription | Nom                                                                | Parti                     |
| --------------------- | --------------- | ------------------------------------------------------------------ | ------------------------- |
| Argenteuil            |                 | James Crocket Wilson                                               | Libéral-conservateur      |
| Bagot                 |                 | Flavien Dupont                                                     | Conservateur              |
| Beauce                |                 | Joseph Godbout                                                     | Libéral indépendant       |
| Beauharnois           |                 | Joseph-Gédéon-Horace Bergeron                                      | Conservateur indépendant  |
| Bellechasse           |                 | Guillaume Amyot                                                    | Nationaliste              |
| Berthier              |                 | Cléophas Beausoleil                                                | Libéral                   |
| Bonaventure           |                 | Louis Joseph Riopel                                                | Conservateur              |
| Brome                 |                 | Sydney Arthur Fisher                                               | Libéral                   |
| Chambly               |                 | Raymond Préfontaine                                                | Libéral                   |
| Champlain             |                 | Hippolyte Montplaisir                                              | Libéral-conservateur      |
| Charlevoix            |                 | Simon Xavier Cimon (décédé le 26 juin 1887)                        | Conservateur              |
| Charlevoix            |                 | Simon Cimon (élection partielle en 1887)                           | Conservateur              |
| Chicoutimi—Saguenay   |                 | Paul Couture                                                       | Indépendant               |
| Châteauguay           |                 | Edward Holton                                                      | Libéral                   |
| Compton               |                 | John Henry Pope (décédé le 1er avril 1889)                         | Libéral-conservateur      |
| Compton               |                 | Rufus Henry Pope (élection partielle en 1889)                      | Conservateur              |
| Deux-Montagnes        |                 | Jean-Baptiste Daoust                                               | Conservateur              |
| Dorchester            |                 | Henri Jules Juchereau Duchesnay (décédé le 6 juillet 1887)         | Nationaliste              |
| Dorchester            |                 | Honoré Julien Jean-Baptiste Chouinard (élection partielle en 1888) | Conservateur              |
| Drummond—Arthabaska   |                 | Joseph Lavergne                                                    | Libéral                   |
| Gaspé                 |                 | Louis Zéphirin Joncas                                              | Conservateur              |
| Hochelaga             |                 | Alphonse Desjardins                                                | Conservateur indépedant   |
| Huntingdon            |                 | Julius Scriver                                                     | Libéral                   |
| Iberville             |                 | François Béchard                                                   | Libéral                   |
| Jacques-Cartier       |                 | Désiré Girouard                                                    | Conservateur              |
| Joliette              |                 | Édouard Guilbault (élection annulée le 6 novembre 1888)            | Conservateur              |
| Joliette              |                 | Hilaire Neveu (élection partielle en 1889)                         | Nationaliste              |
| Kamouraska            |                 | Alexis Dessaint                                                    | Libéral                   |
| Laprairie             |                 | Cyrille Doyon                                                      | Libéral indépedant        |
| L'Assomption          |                 | Joseph Gauthier (démission le 3 mars 1888)                         | Libéral                   |
| L'Assomption          |                 | Joseph Gauthier (élection partielle en 1888)                       | Libéral                   |
| Laval                 |                 | Joseph-Aldéric Ouimet                                              | Libéral-conservateur      |
| Lévis                 |                 | Pierre Malcom Guay                                                 | Libéral                   |
| L'Islet               |                 | Philippe Baby Casgrain                                             | Libéral                   |
| Lotbinière            |                 | Côme Isaïe Rinfret                                                 | Libéral                   |
| Maskinongé            |                 | Charles Jérémie Coulombe                                           | Conservateur              |
| Mégantic              |                 | Georges Turcot                                                     | Libéral                   |
| Missisquoi            |                 | George Clayes (décédé le 3 mars 1888)                              | Libéral                   |
| Missisquoi            |                 | Daniel Bishop Meigs (élection partielle en 1888)                   | Libéral                   |
| Montcalm              |                 | Olaüs Thérien                                                      | Conservateur              |
| Montmagny             |                 | Philippe Auguste Choquette                                         | Libéral                   |
| Montmorency           |                 | Charles Langelier (démissionne le 10 juin 1890)                    | Libéral                   |
| Montmorency           |                 | Louis-Georges Desjardins (élection partielle en 1890)              | Conservateur              |
| Montréal-Centre       |                 | John Joseph Curran                                                 | Conservateur              |
| Montréal-Est          |                 | Charles-Joseph Coursol (décédé le 4 août 1888)                     | Conservateur              |
| Montréal-Est          |                 | Alphonse Télesphore Lépine (élection partielle en 1888)            | Conservateur indépendant  |
| Montréal-Ouest        |                 | Donald Alexander Smith                                             | Conservateur indépendant  |
| Napierville           |                 | Louis Ste-Marie                                                    | Libéral                   |
| Napierville           |                 | François-Xavier Paradis (élection partielle en 1890)               | Conservateur              |
| Nicolet               |                 | Athanase Gaudet (décédé le 29 avril 1888)                          | Conservateur nationaliste |
| Nicolet               |                 | Fabien Boisvert (élection partielle en 1888)                       | Conservateur indépendant  |
| Ottawa                |                 | Alonzo Wright                                                      | Libéral-conservateur      |
| Pontiac               |                 | John Bryson                                                        | Conservateur              |
| Portneuf              |                 | Esdras Alfred de Saint-Georges                                     | Libéral                   |
| Québec                |                 | François Charles Stanislas Langelier                               | Libéral                   |
| Québec (Comté de)     |                 | Adolphe-Philippe Caron                                             | Conservateur              |
| Québec-Est            |                 | Wilfrid Laurier                                                    | Libéral                   |
| Québec-Ouest          |                 | Thomas McGreevy                                                    | Libéral-conservateur      |
| Richelieu             |                 | Jean-Baptiste Labelle (décédé le 3 août 1887)                      | Conservateur              |
| Richelieu             |                 | Joseph-Aimé Massue (élection partielle en 1887)                    | Conservateur              |
| Richmond—Wolfe        |                 | William Bullock Ives                                               | Conservateur              |
| Rimouski              |                 | Jean-Baptiste Romuald Fiset                                        | Libéral                   |
| Rouville              |                 | Georges Auguste Gigault                                            | Conservateur              |
| Saint-Hyacinthe       |                 | Michel Esdras Bernier                                              | Libéral                   |
| Saint-Jean            |                 | François Bourassa                                                  | Libéral                   |
| Saint-Maurice         |                 | François Sévère Lesieur Désaulniers                                | Conservateur              |
| Shefford              |                 | Antoine Audet                                                      | Conservateur              |
| Sherbrooke (ville de) |                 | Robert Newton Hall                                                 | Libéral-conservateur      |
| Soulanges             |                 | James William Bain                                                 | Conservateur              |
| Stanstead             |                 | Charles Carroll Colby (au 28 novembre 1889)                        | Libéral-conservateur      |
| Stanstead             |                 | Charles Carroll Colby (élection partielle en 1889)                 | Libéral-conservateur      |
| Témiscouata           |                 | Paul Étienne Grandbois                                             | Conservateur              |
| Terrebonne            |                 | Joseph-Adolphe Chapleau                                            | Conservateur              |
| Trois-Rivières        |                 | Hector-Louis Langevin                                              | Conservateur              |
| Vaudreuil             |                 | Hugh McMillan                                                      | Conservateur              |
| Verchères             |                 | Félix Geoffrion                                                    | Libéral                   |
| Yamaska               |                 | Fabien Vanasse                                                     | Conservateur              |

### Territoire-du-Nord-Ouest
| Circonscription            | Circonscription | Nom                                                 | Parti                |
| -------------------------- | --------------- | --------------------------------------------------- | -------------------- |
| Alberta (district d')      |                 | Donald Watson Davis                                 | Conservateur         |
| Assiniboia-Est             |                 | William Dell Perley (nommé au Sénat le 3 août 1888) | Conservateur         |
| Assiniboia-Est             |                 | Edgar Dewdney (élection partielle en 1888)          | Conservateur         |
| Assiniboia-Ouest           |                 | Nicholas Flood Davin                                | Libéral-conservateur |
| Saskatchewan (district de) |                 | Day Hort MacDowall                                  | Conservateur         |

## Sources
- Site web du Parlement du Canada

- (en) Cet article est partiellement ou en totalité issu de l’article de Wikipédia en anglais intitulé « 2nd Canadian Parliament » (voir la liste des auteurs).